# The Power of the Cross (film 1912)
The Power of the Cross è un cortometraggio muto del 1912 prodotto dalla Nestor. Il nome del regista non viene riportato nei credit.

## Trama
La madre di Paul Darner muore dopo aver consegnato al figlio una croce appartenuta al padre. Il giovane sacerdote, qualche tempo dopo, accetta la parrocchia di Glenwood dove conosce Iris, la figlia di un ricco ecclesiastico, e sua cugina Mary. Quest'ultima si innamora subito del nuovo prelato, me lui le preferisce Iris. Che, invece, gli dimostra completa indifferenza finché non viene a sapere dalla vedova Brunton dell'amore di sua cugina. Iris, allora, si mette in competizione con Mary per conquistare definitivamente il suo ammiratore.

## Produzione
Il film fu prodotto dalla Nestor Film Company.

## Distribuzione
Distribuito dall'Universal Film Manufacturing Company, il film - un cortometraggio di una bobina - uscì nelle sale cinematografiche USA il 20 dicembre 1912.